# Памятник пионерам
Памятник пионерам (англ. Pioneer Monument) — исторический монумент, созданный скульптором Фрэнком Хапперсбергером при финансовой поддержке Джеймса Лика, расположенный между Публичной библиотекой и Музеем искусства Азии в районе Сивик-сентер в городе Сан-Франциско, штат Калифорния. Сегодня скульптурная композиция многими называется «спорной» из-за изображения американских индейцев подобострастными в отношении первых поселенцев, в результате чего власти города пошли на установку у основания одного из постаментов таблички с признанием страданий коренных американцев.

## Композиция
На вершине постамента в виде колонны стоит Эврика — олицетворение Калифорнии, держащая щит и копьё и сопровождаемая калифорнийским медведем. Серия барельефов на постаменте изображает четыре сцены из жизни первых поселенцев: «Пересекая Сьерру», «Вакеро с лассо на быка», «Торговля шкурами с индейцами», «Прогресс в Калифорнии под Американским управлением». Чуть ниже расположены пять медальонов-портретов людей, отличившихся в развитии Калифорнии от 1648 до 1850 года: Джон Саттер, Джон Фримонт, сэр Фрэнсис Дрейк, отец Хуниперо Серра и Джеймс Лик. Ещё ниже написаны имена: Вальехо, Ларкин, Маршалл, Кастро, Стоктон, Слоат, Портола и Кабрилло. Также на колонне присутствуют две даты: 1848 — открытие золота, и 1850 — вхождение Калифорнии в Союз. У постамента на собственных основаниях расположены две скульптуры женщин, представляющих сельское хозяйство (с рогом изобилия) и торговлю (в лодке с веслом). На третьем постаменте «В 49-м» — три старателя. 

## История
Памятник стал подарком городу Сан-Франциско от поселенца, мультимиллионера и филантропа Джеймса Лика, завещавшего 100 тысяч долларов США на его строительство, скончавшегося в 1876 году. После этого к созданию памятника был привлечён скульптор Фрэнк Хапперсбергер. 29 ноября 1894 года, в день благодарения, 820-тонный памятник из бронзы и гранита высотой в 47 футов был открыт на площади Маршалла, то есть на пересечении Хайд, Гроув и Маркет-стрит. Оформленный в викторианском стиле, он дополнял фронтон Городского холла, строительство которого было начато в 1870 году, а закончено в 1897 году. После катастрофического землетрясения и пожара 1906 года, уничтожившего почти всё здание и больше половины города, памятник оставался на своём месте до 1993 года, когда был перенесен на нынешнее место, чтобы освободить пространство для новой библиотеки.
В 1991 году, когда мэрия города решила перенести памятник, различные индейские организации стали выступать за его снос как расово-ориентированного и оскорбительного или за установление таблички, напоминающей о страданиях их предков. В то же время, представители Римско-католической церкви и Генеральный консул Испании говорили, что появление тяжёлых заболеваний на континенте было неожиданным следствием европейской колонизации, а не целенаправленным усилием священников. В итоге в 1996 году у основания четвёртой, наиболее спорной композиции «Первые дни» была установлена табличка, на которой сообщается о колониальной оккупации и смерти 150 тысяч индейцев во время миссионерского периода с 1769 по 1834 год.

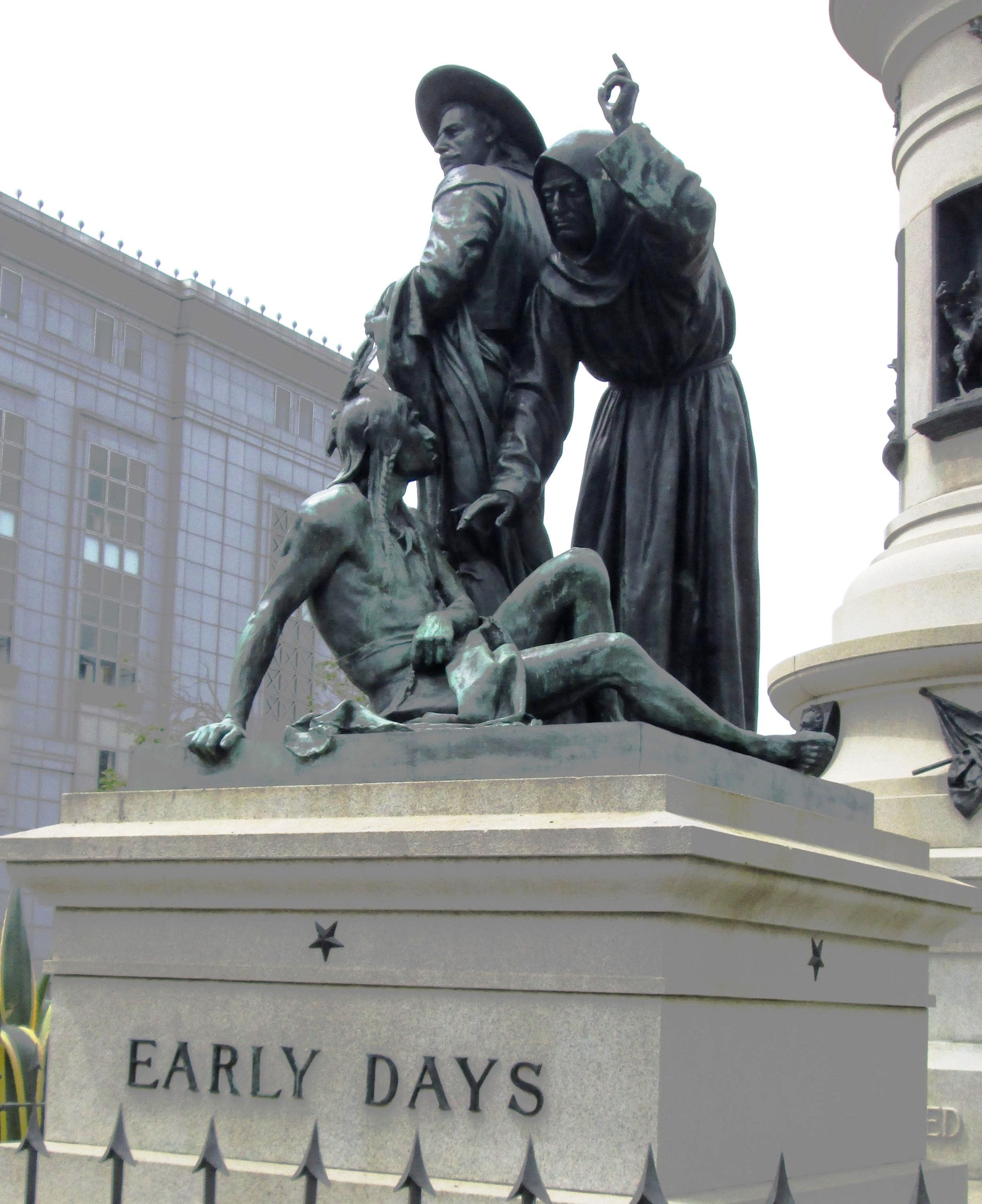
Восточный монумент "Первые дни", удалённый в 2018 году.

В сентябре 2018 после длительной борьбы по решению городского совета была удалена скульптурная композиция «Первые дни» — мексиканский вакеро с францисканским падре, указывающим поверженному индейцу на небо. Это было сделано после длительных споров по настоянию индейских организаций, считавших этот монумент унизительным для себя.

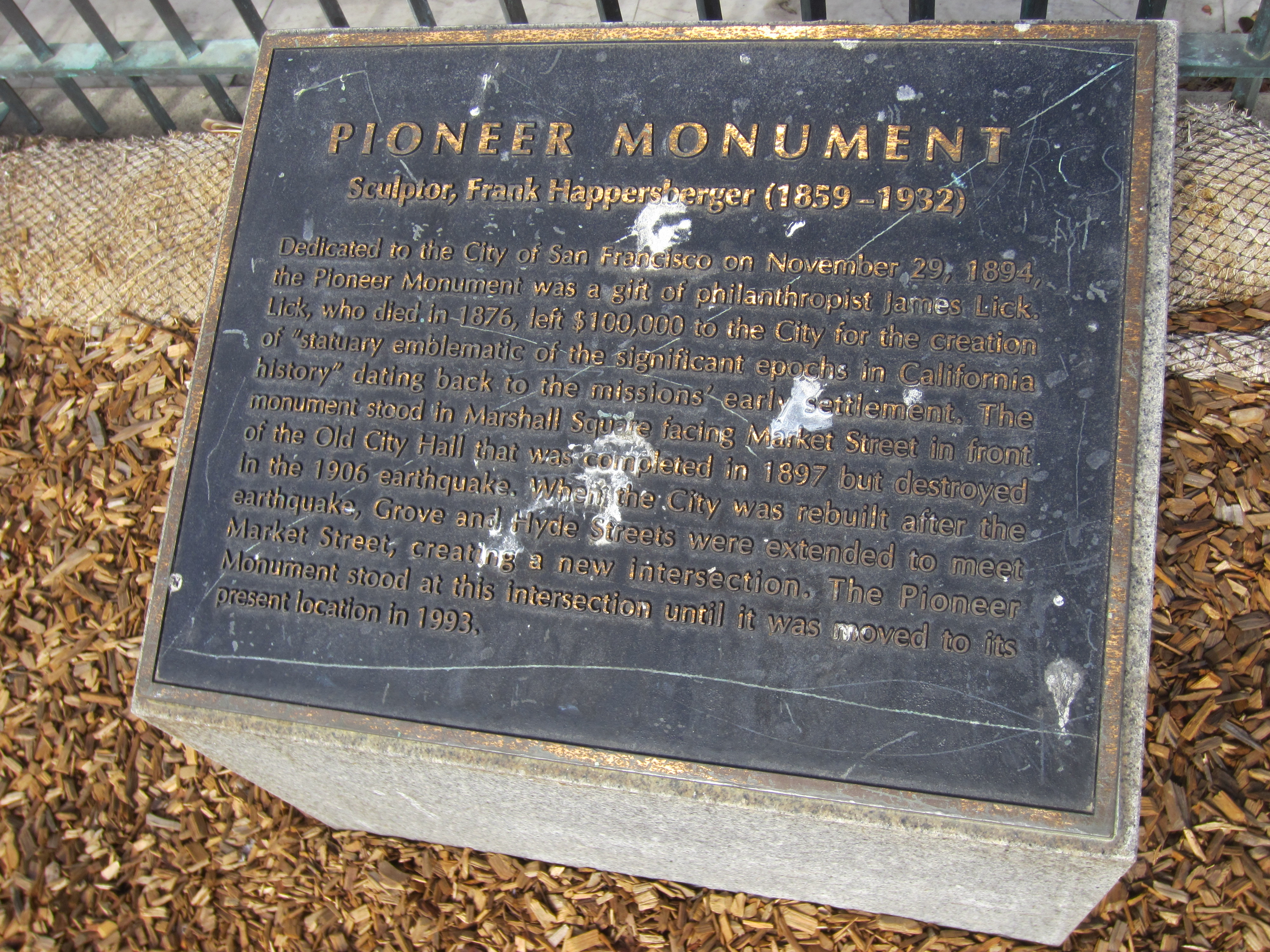
Табличка о истории создания монумента
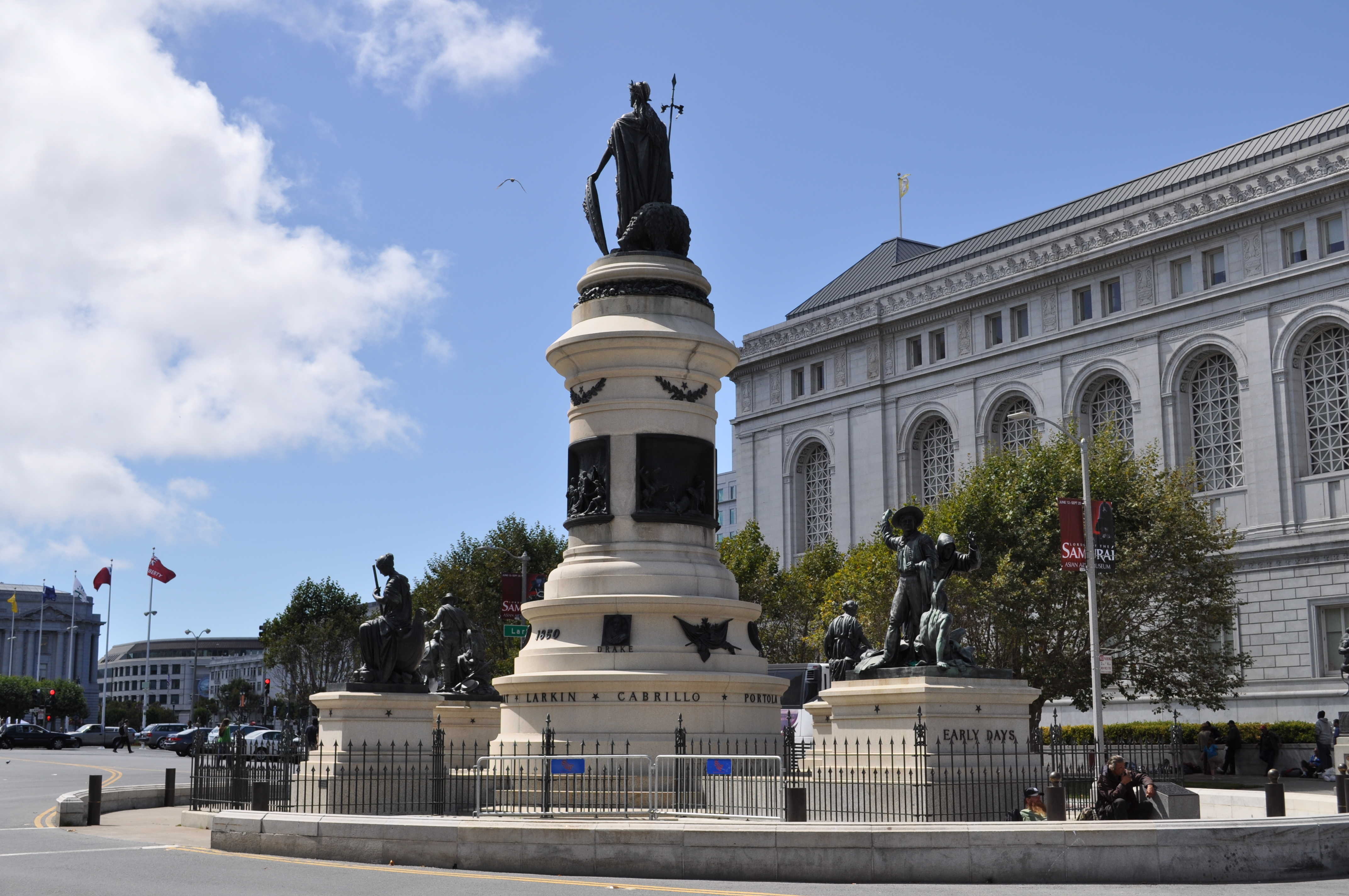
Общий вид на весь Памятник пионерам
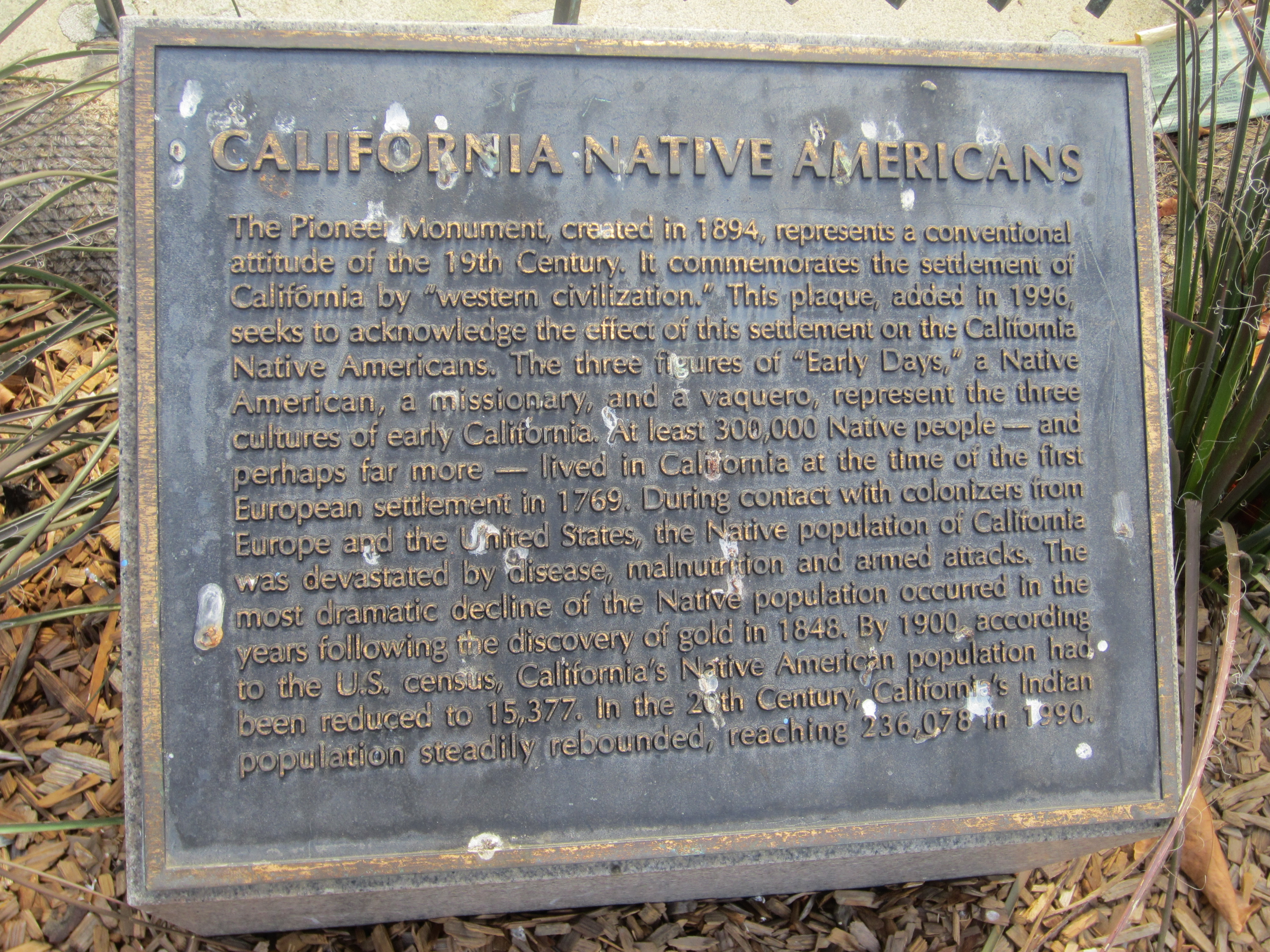
Табличка о притеснениях индейцев